# John Leek (cónego)
John Leek (falecido em 1369) foi um cónego de Windsor de 1362 a 1369.

## Carreira
Ele foi nomeado:
- Deão na Capela do Rei
- Reitor de Yardley Hastings (diocese de Lincoln) 1358
- Reitor da Igreja de Todos os Santos, Loughborough 1349-1353 e 1358-1369
- Reitor de Little Gelham (ou Yeldham) (diocese de Londres)
- Prebendário de Somerley em Chichester até 1366

Ele foi nomeado para a terceira bancada na Capela de São Jorge, Castelo de Windsor em 1362 e manteve a canonaria até 1369.